# Prostorna akustika
Prostorna akustika ili akustika prostorija bavi se problemom dobra i ugodna slušanja u prostorijama. Bitan čimbenik koji određuje akustička svojstva neke prostorije jest trajanje odjeka. Odjek je rezultanta mnogobrojnih odbijanja (refleksija) zvučnih valova od ploha u prostoriji, pri čemu se nakon svakog odbijanja energija zvučnih valova smanjuje. U predavaonicama odjek je koristan zato što povećava glasnoću na udaljenijim mjestima i time pridonosi većoj razumljivosti govora. Predug odjek smeta razumljivosti govora, jer uzrokuje preklapanje izgovorenih slogova, onoga sloga koji se upravo sluša s prethodnim, koji zbog preduga odjeka još uvijek traje. U dvoranama za glazbene priredbe trajanje odjeka treba biti prilagođeno vrsti glazbe. Općenito, za glazbu bržega ritma trajanje odjeka treba biti kraće, a slušanje simfonijske i crkvene glazbe ugodnije je u dvoranama s duljim odjekom. Trajanje odjeka smanjuje se uporabom apsorpcijskih materijala (na primjer tekstila, mineralne vune) i s pomoću apsorpcijskih konstrukcija (rezonatora). Na razdiobu jačine (intenziteta) zvuka po prostoriji djeluje osim odjeka još i oblik prostorije. Treba izbjegavati nepovoljno smještene konkavne plohe, koje usredotočuju zvuk u žarištu i time posebno povećavaju glasnoću na tim mjestima.

## Objašnjenje
Naš govor zvuči u slobodnom prostoru drukčije nego u zatvorenim prostorijama. Narošito se velika razlika opaža u prostranim dvoranama. U to se možemo uvjeriti i u sobi u kojoj stanujemo. Ako iz sobe uklonimo zavjese, slike i tepihe, naš će govor imati drukčiji akustični utisak. Kakav će biti akustični utisak govora i glazbe, naročito je važno u koncertnim i kino dvoranama, te u kazalištu. Akustično djelovanje neke prostorije zove se akustika prostorije. 
Zakoni akustike prostorija bili su već poznati drevnim Egipćanima, pa su ih primjenjivali pri gradnji svojih građevina. Stari Grci su u svojim kazalištima, koja su se nalazila na otvorenom prostoru, postavljali keramičke lonce da bi pomoću rezonancije pojačali jakost glasa. 
Kad se zvučni valovi šire od svog izvora u nekoj prostoriji, oni brzo udare o stijenu prostorije na kojoj se djelomično odbiju (reflektiraju), a djelomično upiju (apsorbiraju), pri čemu se zvučna energija pretvara u toplinsku energiju. Reflektirani valovi pojačavaju zvučne valove koji dolaze direktno od izvora zvuka.  Ovo pojačanje jakosti zvuka zbog reflektiranih valova zove se dozvuk i traje toliko dok apsorbirana zvučna energija nije jednaka energiji koju odašilje (emitira) izvor zvuka. Dozvuk u dobrim akustičnim dvoranama traje od 0,05 do 0,1 sekunde, i nakon toga je jakost zvuka stalna ako izvor zvuka odašilje ton jednake jakosti. Ako izvor zvuka prestane odašiljati ton, jakost zvuka, a time ni jakost glasa neće pasti odmah na nulu jer se odaslani zvučni valovi šire i dalje u prostor. Ti se zvučni valovi nekoliko puta odbijaju i pri tom upijaju, dok se konačno zvučna energija potpuno ne upije, a jakost zvuka padne na nulu. To postepeno utišavanje zvuka zove se odjek, koji naročito ima veliku važnost u akustici prostorija. Pod odjekom se razumijeva vrijeme u sekundama dok jakost zvuka od svoje početne vrijednosti ne padne na milijunti dio. U dobrim akustičnim dvoranama traje odjek od 1 do 2,5 sekunde. Traje li odjek više od 4 sekunde, dolazi do iskrivljenja zvuka i govora. Ta pojava iskrivljenja zvuka zbog predugog odjekivanja zove se pazvuk ili pajeka. Da se to spriječi, mora se povećati upijanje (apsorpcija) zvuka tako da se stijene dvorane pokriju materijalom koji manje odbija, a više upija zvučnu energiju. Što je veće upijanje zvuka u nekoj prostoriji, to je manji odjek. 
U koncertnim dvoranama, orkestar je smješten u naročitoj školjki koja ima oblik paraboličnog zrcala. Svod dvorane je zaobljen zato da bi odbijanjem zvuk došao do posljednjeg mjesta u dvorani, a sjedala su smještena amfiteatralno.